# Luz Salgado
 (juillet 2017).
Si vous disposez d'ouvrages ou d'articles de référence ou si vous connaissez des sites web de qualité traitant du thème abordé ici, merci de compléter l'article en donnant les références utiles à sa vérifiabilité et en les liant à la section « Notes et références ».
Luz Filomena Salgado Rubianes de Paredes, née le 3 juillet 1949 à Lima, est une femme politique péruvienne. 

## Biographie
Luz Salgado est une personnalité fujimoriste, avec notamment Luisa María Cuculiza (en) et Martha Chávez. Elle est membre du parti Force populaire, présidé par Keiko Fujimori.